# Keresztény nacionalizmus

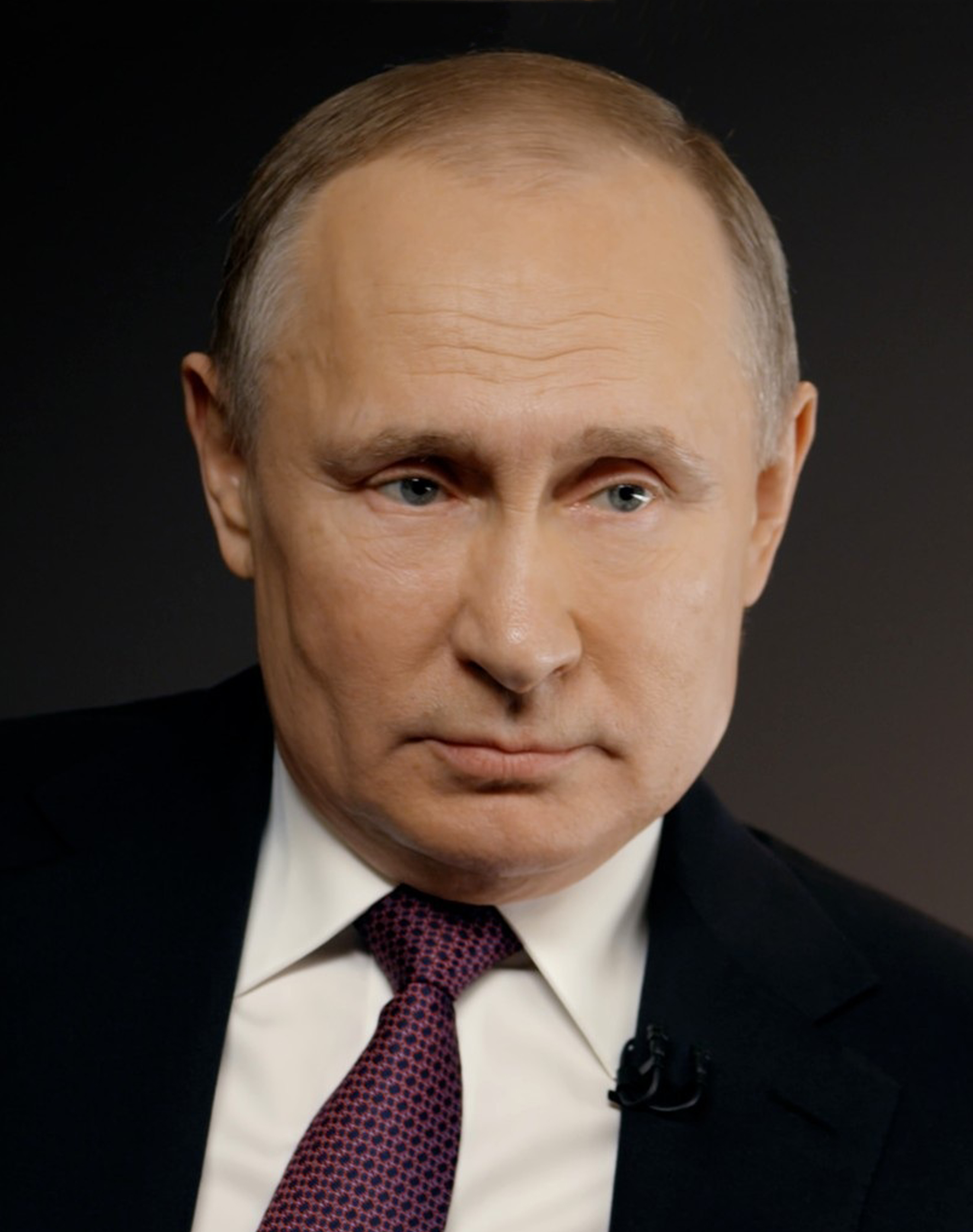
Vlagyimir Putyint, Oroszország elnökét gyakran nevezik a világ legfontosabb keresztény nacionalista vezetőjének

A keresztény nacionalizmus vallásos nacionalista politikai ideológia. A keresztény nacionalizmus főleg belpolitikai ideológia, olyan törvényjavaslatok elfogadásáért küzd, ami a keresztény értékeket a közösségi és mindennapi élet részévé teszi. Olyan országokban, ahol állami egyház létezik, ezen intézmények fenntartását támogatja.
Keresztény nacionalisták támogatják a keresztény jelképek elhelyezését a köztereken, illetve állami pártfogást a vallás terjesztésére és támogatására, mint például imádkozás iskolákban.
A mozgalom fő támogatói a jobboldali keresztények. Világszerte elterjedt, például Oroszországban, az Egyesült Államokban, Kanadában, de Magyarországon is.

## Országok szerint

### Egyesült Államok

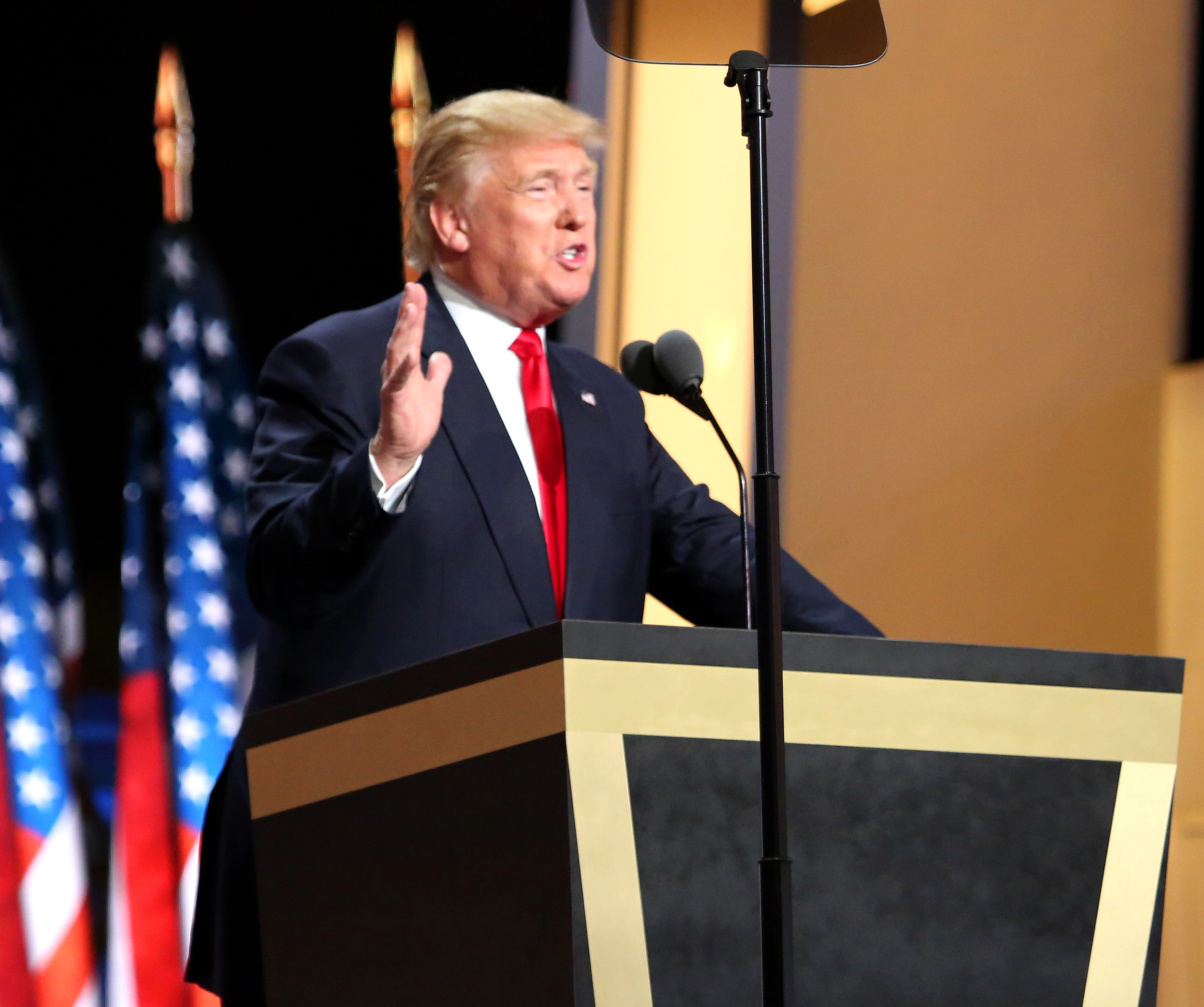
Donald Trump elnökségének nagy szerepe volt a keresztény nacionalizmus terjedésében az Egyesült Államokban

A keresztény nacionalisták az országban azon a véleményen vannak, hogy az Egyesült Államoknak egy keresztény nemzetnek kéne lennie és vissza akarják szerezni az országot Istennek. Szakértői vélemények szerint a szélsőjobboldali politikusok és azoknak politikája, mint a bevándorlás és a fegyverhasználat támogatottsága a keresztény körökben leginkább a keresztény nacionalizmushoz kapcsolódik és nem az evangelikalizmushoz. Egyes kutatások szerint, minél többet járnak templomba és minél többet olvassák a Bibliát a fehér evangélikusok, annál kevésbé támogatják a nacionalistákat. Mindezek ellenére egyetértenek velük olyan témákkal kapcsolatban, mint a nemek szerepe, a szexualitás és a patriarchátust támogató politikák.
Egy 2022 májusában elvégzett kutatás szerint a keresztény nacionalizmus legnagyobb támogatói olyan republikánusok, akik evangélikusnak vagy újjászületett kereszténynek nevezik magukat. Ebből a csoportból az emberek 78%-a támogatja az ország keresztény állammá való kikiáltását, míg a republikánusok között ez országszerte csak 48%. Az életkor szintén egy fontos faktor, az 1920-as és 1960-as évek között született generációk 70%-a támogatja azt, hogy az ország hivatalosan is egy keresztény állam legyen. A Politico szerint „azok a fehér válaszadók, akik szerint saját rasszukat több diszkrimináció érte, mint mások, nagyobb eséllyel támogatják a Keresztény Amerika létrehozását. Összességében azok az amerikaiak, akik szerint diszkrimináció érte a fehér embereket, 59%-ban támogatják az ország kikiáltását, mint egy keresztény nemzet, míg országszerte ez a szám mindössze 38%.”
Marjorie Taylor Greene kongresszusi képviselő magát keresztény nacionalistának nevezte, míg Lauren Boebert és Mary Miller is támogatták a mozgalmat. Nick Fuentes szintén azok között volt, akik kifejezték támogatásukat a keresztény nacionalizmus felé. Ron DeSantis floridai kormányzó több politikai lépése és szóhasználata is megegyezett a keresztény nacionalizmus ideológiájával. Véleménye szerint az ország alapítói nem akarták, hogy az állam és az egyház szét legyen választva. Doug Mastriano egyike a keresztény nacionalistáknak az országban és 2022-ben indult politikai hivatalért, hogy „visszaszerezze a kormányt Istennek.”
A január 6-i támadásokat követően a keresztény nacionalizmus egyenértékű lett a fehér kereszténység identitás politikájával, ami kulcsfontosságú részének tekinti magát az amerikai identitásnak. A The New York Times írása szerint a történelemben „a keresztény nacionalizmus Amerikában főleg szélsőséges ideológiákat ölelt fel.” Az ideológia kritikusai azon a véleményen vannak, hogy rasszista értékeket, nők elleni erőszakot és demokráciaellenességet terjeszt a keresztény nacionalizmus.
A Project 2025, ami Donald Trump politikáját formálná azt követően, hogy 2024-ben újraválasztják, szintén egy keresztény nacionalista ideológiát népszerűsít.

### Kanada
A Covid19-pandémia idején a keresztény nacionalizmus egyre népszerűbb lett Kanadában, főleg az országban bevezetett egészségügyi szabályzatok ellen történő felszólalásokat és tüntetéseket használva. A Kanadai Szabadság Koalíció (LCC) csoportot egyre több megválasztott kanadai politikus kezdte el támogatni. Alapítódokumentumukban azt írták, hogy „a vallásszabadság csak keresztény államokban virágzott.” Az LCC első támogatói szélsőjobboldali csoportok voltak, majd későbbi felvonulásaik is olyan személyek rajongóit vonzották be, mint Alex Jones, vagy a Canada First, ami Nick Fuentes America First csoportjának kanadai változata volt. Az LCC vezetői főként lelkészek és vallási vezetők, akik több millió dollárnyi büntetéseket kaptak a pandémia idején és általában szélsőséges nézeteik vannak.

### Magyarország
Magyarországon a keresztény nacionalizmus a 2010-es években kezdett el leginkább elterjedni, az Orbán-kormányok idején. Orbán Viktor miniszterelnök többször is felszólalt hivatali ideje alatt a keresztény értékek védelmére, amik közé az a rasszista kijelentés is tartozott, hogy meg kell akadályozni, hogy Európa egy kevert fajú kontinens legyen. Orbán politikájának része a keresztény nemzeti eszme terjesztése, felszólalások a romák, a muszlimok és az afrikai bevándorlók ellen, illetve a faji és a kulturális túlélés, amit mindennapi hazafiasságnak és fontos ösztönnek nevezett. Magyarország alaptörvénye kilencedik módosításának része volt az, hogy keresztény értékeknek megfelelően alkotmányba írják, hogy „az apa férfi az anya nő” és a nevelést az országban keresztény értékek alapján fogják folytatni.
2022-ben a CPAC gyűlésén az Egyesült Államokban felszólította Európa keresztény nacionalistáit, hogy egyesüljenek a szabadság ellenségeinek legyőzésére.

### Oroszország
Vlagyimir Putyin orosz elnököt a világ legfontosabb keresztény nacionalista vezetőjének és a keresztény jobboldali mozgalmak vezetőjének nevezték. Elnökként célja az ortodox egyház hatalmának növelése és nagy hívője a keleti ortodox kereszténységnek.
Az Orosz Birodalmi Mozgalom egy nagy neonáci és keresztény nacionalista csoport, ami jelen van mindenhol Európában és részt vesz az Ukrajna elleni háborúban is. Az Egyesült Államokból is toboroznak szélsőséges nézetekkel rendelkező tagokat.